# Fodor Rajmund
Fodor Rajmund (Szeged, 1976. február 21. –) kétszeres olimpiai, egyszeres világ- és kétszeres Európa-bajnok vízilabdázó. Posztja: balszélső.

## Sportpályafutás

### 1996-ig
Utánpótláskorú játékosként első nagyobb nemzetközi eredménye az 1991-es, junior világbajnokságon szerzett bronzérem volt. Egy év múlva Sopronban lett junior Európa-bajnok. 1993 januárjában bekerült az új szövetségi kapitány, Horkai György keretébe. A válogatottban áprilisban mutatkozott be. Májusban részt vett a válogatott törökországi EB-selejtezőin, majd az athéni Világ Kupán és a sheffieldi kontinensviadalon szerzett ezüstérmet. Közvetlenül ezután ifi Európa-bajnok lett Hollandiában, majd junior vb bronzérmes Kairóban.
1994 februárjában a LEN kupában a 8 között kiesett a Szegeddel. Augusztusban junior Eb-t nyert Pozsonyban. A szeptemberi felnőtt vb-n ötödik helyezett lett a válogatottal. 1995. július végén junior világbajnok lett. Az augusztusi bécsi Eb-n tagja volt a második helyezett csapatnak. Szeptemberben, Atlantában VK elsőséget szerzett. Az 1995–1996-os szezonban a Szegeddel a LEN Kupa döntőjébe jutott, de ott vereséget szenvedtek az olasz Pescaratól. Az 1996-os olimpián negyedik helyezett lett a válogatottal. Az ötkarikás játékok után a Ferencvároshoz igazolt. Új klubjával decemberben magyar kupagyőztes lett.

### 1997–2000
1997 márciusában a LEN Kupa döntőjében szerepelt a Ferencvárossal, de ott az Újpest ellenében elbuktak. A májusi athéni VK-n bronzérmes, a sevillai Eb-n első lett. Az 1997-98-as szezonban az olasz Florentinában szerepelt. Csapatával a LEN Kupa elődöntőjéig jutott. 1998-ban visszaigazolt az FTC-hez. A zöld-fehérekkel a magyar kupában döntős volt, a KEK-ben az elődöntőig jutottak. A bajnokságban második helyezett lett. A szeptemberi Eb-n, majd az azt követő VK-n szerepelt a győztes magyar csapatban.
Az 1999–2000-es szezontól ismét a Florentina színeiben szerepelt, akikkel 2000-ben KEK-döntős, az olasz bajnokságban második lett. A Sydneyben rendezett olimpián első helyezett lett. Decemberben a válogatottal megnyerte az Európai Nemzetek Ligáját.

### 2001–2004
2001-ben KEK győztes, olasz bajnokságban második lett a Florentinával. Az 1991-es budapesti Eb-n bronzérmet, fukuokai vb-n ötödik helyezést szerzett. Klubcsapatával 2002-ben a KEK-ből a negyeddöntőben esett ki. A Pátrában rendezett Világligában bronzérmes, a belgrádi világkupán második lett. A 2002–2003-as szezontól a Honvéd játékosa lett. Új klubjával a Magyar Kupa elődöntőjéig jutott. Az OB I alapszakaszát és rájátszását megnyerték. A Bajnokok Ligája-döntőjében a Pro Recco ellenében kikaptak.
A 2003-as, krajni Európa-bajnokságon bronz-, a barcelonai vb-n és a világligában aranyérmes lett. A Honvéddal a decemberi magyar szuperkupában második lett, majd a bajnokságot és az Euroligát megnyerte. 2004-ben újra világliga-győztes és olimpiai bajnok lett. 2004-ben a magyar kupában harmadik lett.

### 2005–2008
A honi pontvadászatban 2005-ben is aranyérmes, az Euroligában második lett. A montreali vb-n második helyezett volt. A világliga döntőjében nem került be a csapatba. 2006-ban megvédte bajnoki címét és Magyar kupagyőztes lett a Honvéddal. Az Euroligából a nyolc között estek ki. A válogatottal Eb és világkupa ezüstérmet szerzett. A következő évben magyar bajnoki, világbajnoki és világliga ezüstérmes lett.
A 2008-ban a magyar bajnokságban bronzérmes és magyar kupagyőztes lett. A válogatottba sem az olimpián, sem az Európa-bajnokságon nem került be. 2008 nyarán Máltán szerepelt. A 2008–2009-es szezonban olasz Nervibe igazolt.

### 2009-től
2009-ben ismét Máltán játszott a bajnoki szünetben. 2009-től az olasz másodosztályú Bogliasco játékosa lett. 2010 nyarán nemzetközi utánpótlás tábort szervezett Máltán. 2010. őszétől a szaúd-arábiai Al-Ittihad csapatához szerződött. 2011-ben szaúdi bajnok lett. 2011 nyarán ismét játszott Máltán, ahol második volt a bajnokságban. 2013-tól játékvezetőként is tevékenykedett. 2014-ben a magyar bajnoki döntőben is bíztak rá mérkőzést. 2014 májusától a Vasas vízilabda ifjúsági csapatának edzője lett. 2020 júniusában a Kaposvári VK, 2020 júliusában pedig a Polo Academy Budapest szakmai igazgatójának nevezték ki.
2019-ben részt vett a TV2 Exatlon Hungary című sport-realityjében, ahol a Bajnokok csapatát erősítette.

### Eredményei
- Olimpiai játékok
  - aranyérmes: 2000, 2004
  - 4. hely: 1996
- Világbajnokság
  - aranyérmes: 2003
  - ezüstérmes: 1998, 2005, 2007
- Európa-bajnokság
  - aranyérmes: 1997, 1999
  - ezüstérmes: 1993, 1995, 2006
  - bronzérmes: 2001, 2003
- Világkupa
  - aranyérmes: 1995, 1999
  - ezüstérmes: 1993, 2002, 2006
  - bronzérmes: 1997
- Világliga
  - aranyérmes: 2003, 2004
  - ezüstérmes: 2007
  - bronzérmes: 2002
- Junior világbajnokság
  - aranyérmes: 1995
  - bronzérmes: 1991, 1993
- Junior Európa-bajnokság
  - aranyérmes: 1992, 1994
- Ifi Európa-bajnokság
  - aranyérmes: 1993
- Magyar bajnokság
  - aranyérmes: 2003, 2004, 2005, 2006
  - ezüstérmes: 1999, 2007
  - bronzérmes: 1997, 2008
- Magyar kupa
  - győztes: 1996–1997, 2006
- Olasz bajnokság
  - ezüstérmes: 2000, 2001
  - bronzérmes: 1998
- Szaud-arábiai bajnokság
  - aranyérmes: 2011

## Díjai, elismerései
- Az év magyar csapatának tagja (1993, 2000)
- Kiváló Ifjúsági Sportoló (1993, 1994, 1995)
- A Magyar Köztársasági Érdemrend tisztikeresztje (2000)
- A Magyar Köztársasági Érdemrend középkeresztje (2004)

## Családja
Nős, felesége Fonyódi Bernadett, két gyermekük van, Nadine és Damián. Anyósa Esztergályos Cecília színművész, apósa Fonyódi Péter zenész.